# Asahi Maru
Le Asahi Maru (朝日丸) était un navire-hôpital japonais de la Seconde guerre mondiale qui a été endommagé lors d'une collision en 1944 au Japon et a finalement été démoli en 1949. La firme japonaise Nippon Yusen Kaisha (NYK) a acquis celui-ci en 1927 en Italie. Il portait le nom de SS Dante Alighieri, un paquebot italien de la Transatlantica Italiana. Pendant la Première Guerre mondiale, celui-ci a été employé comme navire de transport de troupes transportant des troupes américaines en France dans le cadre de la Cruiser and Transport Force.

## Historique
Le Dante Alighieri a été construit par la société Esercizio Bacini de Riva Trigoso en 1914 pour la Transatlantica Italiana.Ce paquebot pouvait accueillir 100 passagers de première classe, 260 passagers de deuxième classe et 1 825 passagers de troisième classe. Lancé le 28 novembre 1914, il a effectué son voyage inaugural de Gênes à Palerme et à New York le 10 février 1915. Après l'entrée des États-Unis dans la Première Guerre mondiale, il a été affrété en tant que transport de troupes et attaché à la United States Navy Cruiser and Transport Force.
Après la fin de la guerre, le Dante Alighieri a repris son service Gênes-New York, continuant sur la même route jusqu'en octobre 1927. Il a quitté New York pour Lisbonne, Naples et Gênes en novembre 1927. En 1928, le paquebot a été vendu à la firme japonaise de Nippon Yusen Kaisha (NYK) et renommé Asahi Maru. En 1937, il est transformé en navire-hôpital. En 1940, il a fait enlever une de ses cheminées. Le 24 janvier 1942, le navire-hôpital est touché par des tirs du destroyer USS John D. Ford, lors d'une incursion américaine sur Balikpapan.
Le 5 février 1944, l'Asahi Maru est endommagé lors d'une collision dans la mer intérieure de Seto au Japon. Il a été ferraillé en 1949.

### Liens connexes
- Liste des navires-hôpitaux coulés pendant la Seconde Guerre mondiale
- Awa Maru
- Buenos Aires Maru